# Bukova Greda
Bukova Greda es un pueblo de la municipalidad de Orašje, en el cantón de Posavina, Bosnia y Herzegovina.

## Superficie
Posee una superficie de 3,55 kilómetros cuadrados.

## Demografía
Hasta 2013 la población era de 134 habitantes, con una densidad de población de 37,8 habitantes por kilómetro cuadrado.